# Kod Durova
Kod Dúrova (título completo: Код Дурова. Реальная история „ВКонтакте“ и её создателя, literalmente: Código Dúrov. La verdadera historia de VKontakte y su creador) es una novela escrita por el periodista Nikolái Kónonov. El libro se enfoca en el desarrollo de la red social VKontakte, entonces la más grande de Europa, y su creador Pável Dúrov.  De género no ficción, combina redacción experimental de ensayo e "investigación periodística", basado en hechos y entrevistas reales.

## Información general
El autor del libro es el editor en jefe de la publicación diaria en línea Hopes & Fears, que anteriormente trabajó para la revista Forbes y el portal Slon.ru. Es el segundo libro de Kónonov, siendo primero «Бог без машины: Истории 20 сумасшедших, сделавших в России бизнес» (literalmente: Dios sin coche: Historias de 20 locos haciendo negocios en Rusia), relacionado al éxito laboral de 20 empresarios rusos que formaron sus negocios desde cero.
El Código Dúrov es la primera biografía pública con información completa sobre Pável Dúrov. El nombre "Código Dúrov" se relaciona a la capacidad de programación del fundador, importante para la creación de VK.
El trabajo experimenta varios géneros biográficos, mezcla "investigación biográfica" con textos periodísticos y de ensayo. El libro está escrito a modo de documental, referenciando a hechos y entrevistas reales. Nikolái aclara que es una "historia de vida con un conjunto cronológico de eventos".
En la novela, hay numerosas alusiones y referencias a la película estadounidense "The Matrix" y la novela de Ken Kesey "Atrapado sin salida", así como la guía del autoestopista galáctico, y canciones de Auktyonla, Yanka Diáguileva, Yegor Létov y Borís Grebenschikov.
La novela consta de cinco capítulos, cada uno enfocado en la vida cotidiana en "Vkontakte". Están organizados cronológicamente desde el inicio de la fundación de la compañía hasta el traslado a la Casa Singer. Cada capítulo cuenta con un párrafo inicial a modo de digresión lírica.

## Desarrollo del libro
La idea del libro surgió en el período laboral en Forbes, cuando Kónonov decidió escribir un artículo sobre los genios rusos de Internet. Kónonov entrevistó a los fundadores de VKontakte, sus amigos, todas las participaciones en eventos y los lugares favoritos. En total, realizó alrededor de 30 conversaciones.  Sin embargo, el personaje principal, Pável Dúrov, negó rotundamente a reunirse con el periodista, citando el hecho de que no quería dar una entrevista a la revista "sobre el botín".  Y sin embargo, a medida que la conversación avanzó, se comunicaron en Internet, y después de dos meses, hubo una reunión presencial.
El desarrollo del libro tomó poco más de un año.

## Argumento
El personaje principal es Pável Dúrov que, según su autor, es un "atípico" estudiante de la Facultad de Filosofía de la Universidad Estatal de San Petersburgo. Un "humanista egoísta", nacido en una familia heredera de intelectuales de San Petersburgo. En su niñez estudió en Italia; al volver al lugar que nació, ingresó en una escuela de alto rendimiento. A principios de la década de 2000, lanza el foro spbgu.ru para la organizar, sin excepciones, la comunicación entre todos los estudiantes de cualquier facultad. En 2006, Dúrov y sus amigos Vyacheslav Mirilashvili e Ilya Perekopsky crean el sitio web VKontakte, que está destinado a convertirse en la red social más grande de RuNet y Europa. 
Un lugar importante en la novela es la personalidad del propio fundador y su relación con los inversores, los amigos y el estado. Parte de la redacción relata la popularidad de la red durante el 2007.

## Adaptación al cine
En 2012, AR Films, fundada por el productor Alexander Rodnyansky, adquirió los derechos para adaptar el libro  Código Dúrov. Inicialmente se planeó estrenar la película en el año 2014.  En ese tiempo, Dúrov rechazó participar en la adaptación al cine. Más tarde, se conoció la suspensión del proyecto: la compañía "Non-Stop Production" (parte de AR Films) devolvió a la Fundación de Cine de Rusia 25 millones de rublos asignados a la versión cinematográfica.

## Portada
- La portada original, una fotografía de Pável Dúrov haciendo un gesto obsceno con el dedo medio, fue rechazada un mes antes de que se publicara el libro.[17]